# Virac
För andra betydelser, se Virac (olika betydelser).

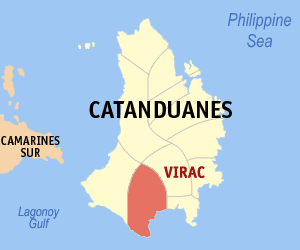
Viracs läge i Catanduanes

Virac är en ort i Filippinerna som är administrativ huvudort för provinsen Catanduanes i Bikolregionen.
Virac räknas officiellt inte som stad utan är en kommun. Kommunen är indelad i 63 smådistrikt, barangayer, varav 42 är klassificerade som landsbygdsdistrikt och 21 som tätortsdistrikt. Hela kommunen har 57 067 invånare (folkräkning 1 maj 2000) varav 16 438 invånare bor i centralorten.